# پرواز ۹۰۲ هواپیمایی کره
پرواز شماره ۹۰۲ هواپیمایی کره (KAL 902) یک پرواز برنامه‌ریزی‌شده خطوط هوایی کره از پاریس به سئول با توقف در آنکوریج، آلاسکا بود. در ۲۰ آوریل ۱۹۷۸، این هواپیما بوئینگ ۷۰۷، پس از انحراف از مسیر و ورود به حریم هوایی شورویشوروی در نزدیکی شبه جزیره کولا، توسط نیروی هوایی شوروی مورد اصابت قرار گرفت. این حادثه منجر به کشته‌شدن دو نفر از ۱۰۹ سرنشین هواپیما شد و هواپیما مجبور به فرود اضطراری روی دریاچه یخ‌زده کورپی‌یروی در جمهوری خودمختار کارلیا گردید.

## شرح حادثه
پرواز ۹۰۲ در ساعت ۱۳:۳۹ به وقت محلی از پاریس به مقصد سئول پرواز کرد و قرار بود برای سوخت‌گیری در آنکوریج توقف کند. در مسیر پرواز به قطب شمال مغناطیسی، سیستم‌های ناوبری مغناطیسی هواپیما دچار خطا شدند و هواپیما به سمت جنوب شرقی منحرف شد و وارد حریم هوایی شوروی شد. رادارهای  هوایی شوروی هواپیما را شناسایی کرده و یک جنگنده سوخو-۱۵ برای رهگیری آن اعزام شد. پس از عدم پاسخ‌گویی هواپیمای مسافربری به هشدارها، جنگنده شوروی در ساعت ۲۱:۴۲ یک موشک R-60 شلیک کرد که به بال چپ هواپیما برخورد کرده و حدود ۴ متر از آن را جدا کرد. این برخورد منجر به کاهش فشار کابین و از کار افتادن یکی از موتورها شد.

## فرود اضطراری
پس از برخورد، هواپینا به سرعت ارتفاع خود را کاهش داد و در نهایت روی دریاچه یخ‌زده کورپی‌یروی در حدود ۱۴۰ کیلومتری مرز فنلاند فرود اضطراری انجام داد. حدود دو ساعت پس از فرود، نیروهای شوروی به محل حادثه رسیدند و عملیات نجات را آغاز کردند. در این حادثه، دو نفر از مسافران جان باختند و بقیه نجات یافتند.

## پیامدها
شوروی از همکاری با کارشناسان بین‌المللی در تحقیقات حادثه خودداری کرد و داده‌های جعبه سیاه هواپیما را ارائه نداد. قطعات هواپیما توسط مقامات شوروی جدا شد و تجهیزات آن به مکان دیگری منتقل گردید.
این حادثه یکی از نمونه‌های سرنگونی هواپیماهای مسافربری در دوران جنگ سرد است که تنش‌های بین‌المللی را تشدید کرد.